# Seumuleng
Seumuleng is een bestuurslaag in het regentschap Aceh Barat van de provincie Atjeh, Indonesië. Seumuleng telt 337 inwoners (volkstelling 2010).